# Meakambut
I Meakambut sono una popolazione semi-nomade della Papua Nuova Guinea.

## Storia
I primi contatti della tribù con il resto del mondo sono avvenuti negli anni sessanta del XX secolo, grazie ad alcune spedizioni di esplorazione australiane nell'area del monte Macgregor. In seguito furono studiati nel 1991 dall'antropologo Borut Telban, che ritornò nell'area dieci anni dopo, senza però più incontrarli. Furono nuovamente rintracciati nel 2008 dall'antropologa Nancy Sullivan.

## Caratteristiche
I Meakambut sono semi-nomadi che vivono nella provincia di Sepik Est, nella regione di Momase, alle pendici del monte Macgregor. Sono divisi in circa quattro sottogruppi.
Il loro territorio occupa una superficie di 260 km², in cui si dedicano alla caccia ed alla raccolta. Utilizzano le numerose grotte presenti nell'area come rifugi temporanei, depositi e luoghi di culto. Tra queste, la più importante almeno dal punto di vista religioso, è la grotta Kopao, da cui avrebbe avuto origine il loro popolo, grazie all'intervento dello spirito della Terra Api.